# Coming from Reality
Coming from Reality, de 1971, es el segundo y último álbum de estudio del músico y compositor estadounidense de origen mexicano Sixto Rodríguez. Al igual que Cold Fact, su primer álbum, también se caracteriza por sus canciones que combinan folk rock, rock psicodélico y pop con letras de contenido social.
Fue reeditado en Sudáfrica, en 1976, con el nombre de After the Fact. En mayo de 2009 lo reeditó Light in the Attic Records.

## Lista de canciones
| N.º | Título                       | Duración |  |
| 1.  | «Climb Up on My Music»       | 4:43     |  |
| 2.  | «A Most Disgusting Song»     | 4:43     |  |
| 3.  | «I Think of You»             | 3:19     |  |
| 4.  | «Heikki's Suburbia Bus Tour» | 3:15     |  |
| 5.  | «Silver Words»               | 1:58     |  |
| 6.  | «Sandrevan Lullaby»          | 6:31     |  |
| 7.  | «To Whom It May Concern»     | 3:15     |  |
| 8.  | «It Started Out So Nice»     | 3:46     |  |
| 9.  | «Halfway Up the Stairs»      | 2:17     |  |
| 10. | «Cause»                      | 5:27     |  |

## Músicos
- Rodríguez - voz, guitarra
- Chris Spedding – guitarra
- Tony Carr – bongos
- Phil Dennys – teclados
- Jimmy Horowitz – violín en Sandrevan Lullaby